# Ian Corden-Lloyd
Le lieutenant-colonel Iain Douglas Corden-Lloyd (27 mai 1938 - 17 février 1978) est un officier de l'armée britannique et l'un des soldats les plus gradés à avoir été tué au combat pendant les troubles en Irlande du Nord.

## Carrière
Corden-Lloyd est enrôlé dans le 10e régiment de fusiliers gorkhas de la princesse Mary, avant d'être transféré dans les Royal Green Jackets. Il est ensuite détaché auprès du Special Air Service (SAS). En 1964, alors qu'il sert dans les 10th Princess Mary's Gurkha Rifles à Bornéo, Corden-Lloyd est accusé d'avoir participé à la torture d'un civil Dayak, sur la base du rapport d'un missionnaire écossais. En 1971, Corden-Lloyd participe à l'opération Demetrius. Il est décoré de la Croix militaire pour services distingués en Irlande du Nord en 1972, bien qu'à l'époque les détails de son action n'aient pas été publiés pour des raisons de sécurité. Il devient commandant du 2e bataillon des Royal Green Jackets en 1976. La même année, il est nommé officier de l'ordre de l'Empire britannique.

### Mort
Le bataillon de Corden-Lloyd est déployé en Irlande du Nord en décembre 1977, alors que les hostilités dans la province sont à leur apogée. Quelques jours après leur arrivée, ses troupes subissent leurs premières pertes et les engagements réguliers avec l'IRA provisoire se poursuivent au cours des semaines suivantes. Le 17 février, un poste d'observation des Green Jackets déployé autour du village de Jonesborough commence à essuyer des tirs nourris en provenance du "March Wall", qui est parallèle à la frontière avec l'Irlande à l'est, le long des bois de Dromad. Les soldats ripostent, mais la courte distance qui les sépare de la frontière et le terrain découvert les empêchent d'avancer.
Corden-Lloyd, en tant que commandant, ainsi que le capitaine Philip Schofield et le sergent Ives font décoller un hélicoptère Gazelle de la base de Bessbrook Mill pour évaluer la situation et fournir des informations aux troupes. Alors qu'il survole rapidement et à basse altitude le lieu de l'engagement, l'appareil essuie des tirs de l'IRA. Le pilote exécute un virage en couple et, ce faisant, décroche son rotor de queue et perd le contrôle de l'appareil. L'hélicoptère s'écrase dans le champ bordé par le March Wall, à environ 700 mètres de Jonesborough. Corden-Lloyd est tué sur le coup, tandis que les deux autres passagers sont grièvement blessés.
Le crash d'un hélicoptère de l'armée britannique et la mort d'un officier de si haut rang sont utilisés comme propagande par l'IRA provisoire, qui publie un rapport sur l'action dans An Phoblacht. Corden-Lloyd a été accusé par les républicains de brutalité à l'encontre de civils catholiques lors de la tournée des Green Jackets en 1971,. Corden-Lloyd reçoit une mention posthume dans les dépêches du gouvernement britannique, "en reconnaissance d'un service courageux et distingué en Irlande du Nord".

## Vie personnelle
Marié et père de trois fils au moment de sa mort, Corden-Lloyd est enterré au cimetière de Magdalen Hill, à Winchester.